# سفر زندگی

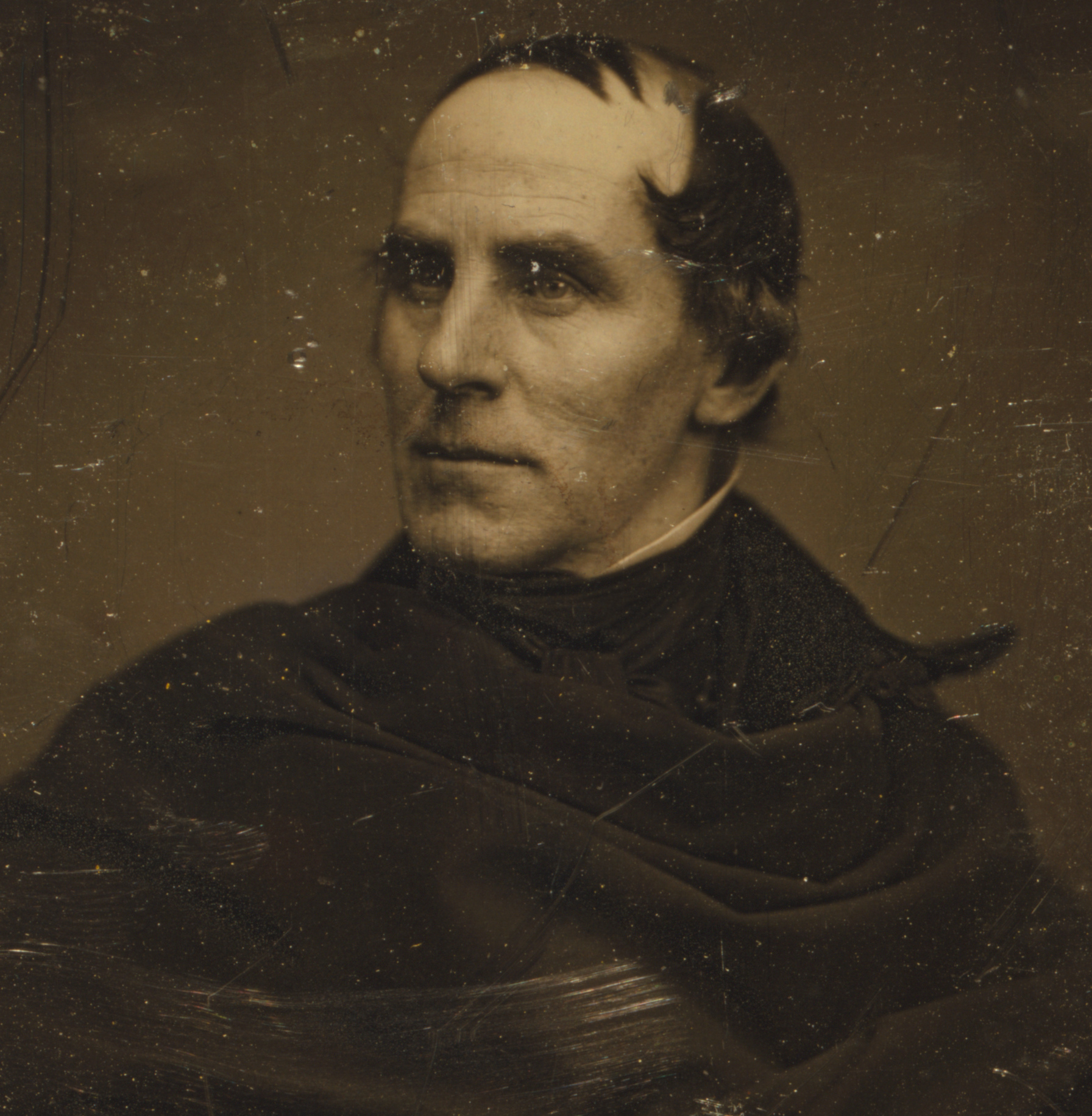
توماس کول، حوالی ۱۸۴۴–۱۸۴۸

سفر زندگی (به انگلیسی: The Voyage of Life) مجموعه ای از چهار نقاشی است که توسط توماس کول در سال ۱۸۴۲ ساخته شده‌است و نمایانگر تمثیلی از چهار مرحله از زندگی بشر است. نقاشی‌ها، دوران کودکی، جوانی، میانسالی و سالمندی یک مسافر را به تصویر می‌کشد که با قایق روی یک رودخانه در میان بیابان‌های آمریکا در اواسط قرن نوزدهم سفر می‌کند. در هر نقاشی، مسافر قایق را در رودخانه زندگی با همراهی یک فرشته نگهبان سوار می‌کند. چشم‌انداز، هر کدام یکی از چهار فصل سال را منعکس می‌کند، در انتقال داستان نقش عمده ای دارد. با هر قید مسیر حرکت قایق از عکس قبلی معکوس می‌شود. در دوران کودکی، نوزاد از یک غار تاریک به منظره ای غنی و سبز سرازیر می‌شود. پسر به عنوان جوانی، کنترل قایق را به دست می‌گیرد و قصد دارد یک قلعه درخشان در آسمان باشد. در میانسالی و سالمندی برای حفظ او از طریق آب‌های خشن و چشم‌انداز تهدیدآمیز به ایمان مذهبی تکیه می‌کند. سرانجام، پیر پیر می‌شود و فرشته او را به سوی آب‌های ابدیت هدایت می‌کند.
سفر زندگی از منظر یونگ شناسی
همچنین در ادبیات مکتب یونگ نیز از سفر زندگی به‌عنوان تشرف از دوران خامی به پختگی یاد شده است. به عقیده یونگ (کتاب بیداری قهرمان درون) انسان ها هنگامی آماده سفر زندگی می شوند که بر اساس یک زخم، خیانت و یا رنجی بزرگ از بهشت بیرون شوند. در این شرایط می آموزند تا بدی ها و خوبی ها را در کنار یکدیگر ببینند. The Voyage of Life نیز جنبه ای زندگی بشر امروزی را روایت می کند که در 4 مرحله از زندگی به بلوغ تشرف می کند.

## اهمیت فرهنگی
منتقدان و عموم مردم از «سفر زندگی» به خوبی استقبال کردند. ایالات متحده در حال تجربه احیای مذهبی بود که گاه به عنوان بیداری بزرگ دوم شناخته می‌شود. چهار نقاشی پس از مرگ کول توسط جیمز اسمیلی (۱۸۰۷–۱۸۸۵) به تعدادی حکاکی تبدیل شد و حکاکی‌هایی که به‌طور گسترده در زمان بیداری بزرگ سوم توزیع شد، به این مجموعه اعتبار و محبوبیت داد و آن را امروزه حفظ می‌کند.